# Aleksandr Borisovič Kurakin
Principe Aleksandr Borisovič Kurakin, in russo Александр Борисович Куракин? (10 agosto 1697 – 13 ottobre 1749), è stato un politico e ambasciatore russo.

## Biografia
Era il secondogenito, e unico figlio maschio, di Boris Ivanovič Kurakin (1676-1727), e della sua prima moglie, Ksenija Fëdorovna Lopuchina (1677-1698). Sulla madre era una cugina di Alessio I di Russia.
Fin da bambino, accompagnava il padre nei suoi viaggi all'estero, dove ricevette un'ottima istruzione e studiò diverse lingue.

## Carriera
Nel 1722 ottenne il rango di Kammerjunker ed venne nominato consigliere d'ambasciata all'Aia. Tuttavia, nel maggio 1722, fu inviato alla corte francese. Nel 1724 venne nominato ambasciatore in Francia. Prima della sua nomina, l'ambasciatore aveva il compito di ottenere il consenso al matrimonio della principessa Elisabetta con il re Luigi. Tuttavia, questo progetto fallì.
Tornato in Russia, occupò una posizione elevata a corte, essendo uno zio dell'imperatore Pietro II. Prese parte agli intrighi che hanno contribuito alla caduta di Menšikov.
Durante il regno di Anna I, divenne un sostenitore del suo favorito Biron. Nel 1739 è stato nominato ambasciatore a Berlino. Il 12 dicembre 1741 venne nominato senatore.

## Matrimonio
Sposò, il 26 aprile 1730, Aleksandra Ivanovna Panina (1711-1786), pronipote di Menšikov. Ebbero nove figli:
- Anna Aleksandrovna (1731-1749);
- Tat'jana Aleksandrovna (1732-1754), sposò Aleksandr Jur'evič Neledinskij-Meleckij;
- Boris Aleksandrovič (1733-1764), sposò Elena Stepanovna Apraksina;
- Agrafena Aleksandrovna (1734-1791);
- Ekaterina Aleksandrovna (1735-1802), sposò il principe Ivan Ivanovič Lobanov-Rostov;
- Aleksandra Aleksandrovna (1736-1739)
- Natal'ja Aleksandrovna (1737-1798), sposò il principe Nikolaj Vasil'evič Repnin;
- Anastasija Aleksandrovna (1739);
- Praskov'ja Aleksandrovna (1741-1755).

## Morte
Morì il 13 ottobre 1749.